# Okulomotorické jádro

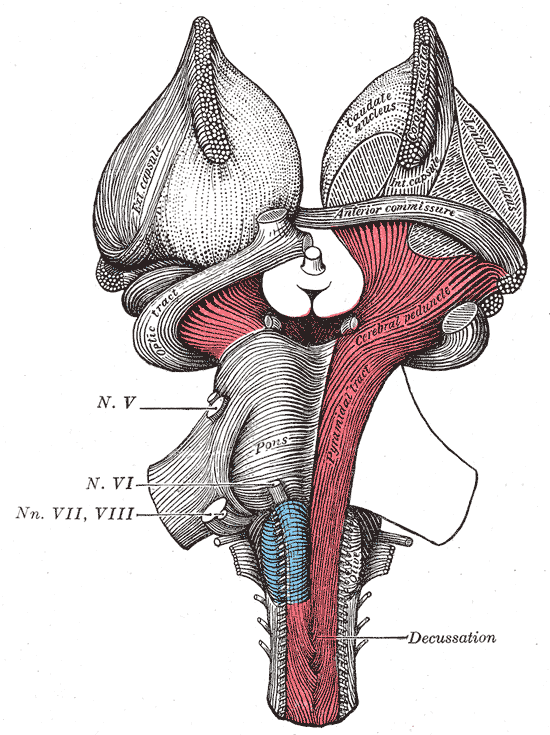

Vlákna okulomotorického nervu vznikají z jádra ve středním mozku, které leží v šedé hmotě spodiny mozkového akvaduktu a na krátkou vzdálenost se rozprostírá před akvaduktem do spodku třetí komory. Z tohoto jádra vlákna procházejí vpřed přes tegmentum, červené jádro a střední část substantia nigra, tvoříce tak řadu zatáček s laterální konvexitou, a vystupují z okulomotorického sulku na střední straně mozkového peduncle.
Jádro okulomotorického nervu není kontinuálním sloupcem buněk, je rozděleno do několika menších jader, která jsou uspořádána ve dvou skupinách, a to předních a zadních. Zadních skupin je šest, pět souměrných na dvou stranách střední čáry, zatímco šestý, centrálně umístěný, je společný pro nervy obou stran. Přední skupina se skládá ze dvou jader, antero-mediálního a antero-laterálního.
Z fyziologického hlediska je jádro okulomotorického nervu rozděleno do několika menších skupin buněk, přičemž každá kontroluje určitý sval.
Blízké, Edingerovo–Westphalovo jádro leží dorzálně k hlavnímu jádru a odpovídá za autonomní funkce okulomotorického nervu včetně pupilární konstrikce a akomodace.

## Další obrázky

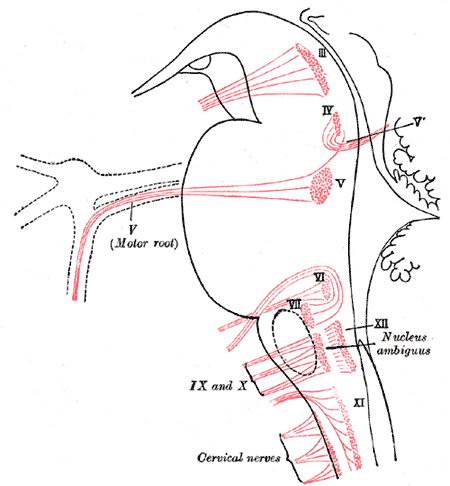
Schematicky znázorněna jádra vzniku kraniálních motorických nervů; boční pohled.
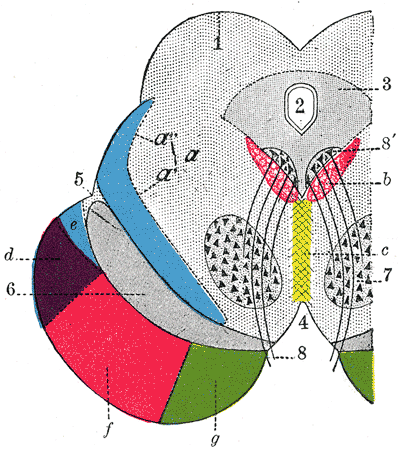
Koronální řez středním mozkem.
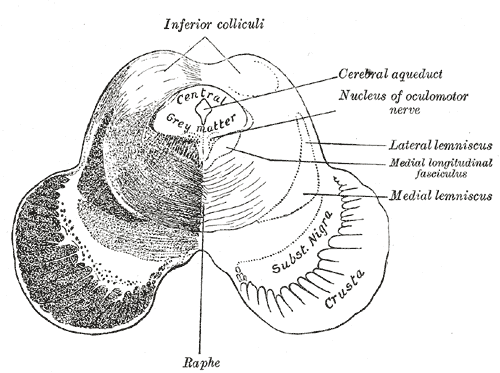
Příčný řez středního mozku na úrovni dolních kolikuli.
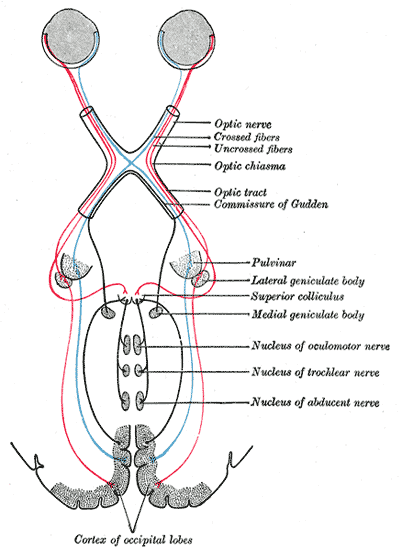
Schéma ukazující centrální spojení optických nervů a optických traktů.
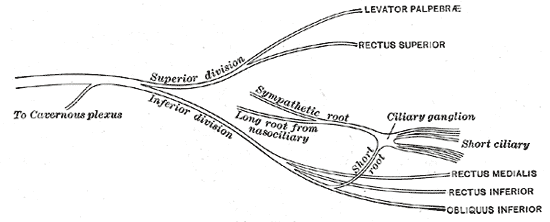
Plán okulomotorického nervu.
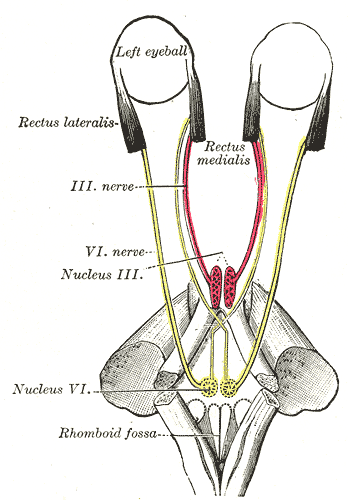
Obrázek ukazuje způsob inervace Recti medialis a lateralis oka.
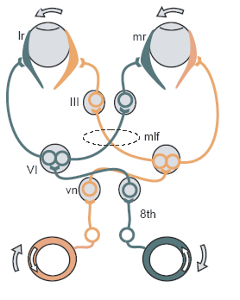
Vestibulo-oční reflex